# Wolfunkind
Wolfunkind est un groupe français de Mont-de-Marsan dont la carrière commence en 1994. Ses membres sont également appelés les « Wolfs ».

## Présentation

### Style
Leur musique est très métissée : rock et funk principalement, mais aussi techno, disco, musique orientale ou musique espagnole.

### Parcours
Leur 1er album, baptisé Speed Fun'k, sort en 1997 sous le label HighGroove/MSI et s'écoule à 4 500 exemplaires, ce qui leur permet d'ouvrir 5 fois pour FFF, de jouer sur des scènes telles que Au Pont du Rock.
Puis le groupe subit la perte de son premier label HighGroove puis d'un nouveau (Wet Music) peu de temps après.
Pendant ce temps, le groupe, initialement composé de 8 membres, se réduit à 4 avec le renfort d'Ousman N'dong , l'ancien bassiste de Nihil. Wolfunkind signe chez Slalom et sort Fou ?. L'album, composé de morceaux assez variés, est accueilli de façon mitigée par la presse et par le public.
À la fin de la tournée, le groupe décide de prendre son avenir en main (principe du Do it yourself), en créant sa structure de booking Ter à Terre Concerts, gérant les tournées de Psykup, Sleeppers, Gueules de Bois, Zurribanda, Fishbone, Sharon Jones and The Dap Kings, Sugarmen 3, Deadweight, Weapon of choice...
En septembre 2004 sort le double album Cykofonk / Bande de tarés-Live enregistré en 10 jours. S'ensuit une tournée d'une cinquantaine de dates en France et au Québec, avec un petit passage par Ottawa et New York. À la fin de cette tournée, Ousman quitte le groupe, François le remplace.
En mars 2006 sort L'Album de la maturité comprenant L'Album de la maturité, Live@TerATerre Festival#3 enregistré lors de la troisième édition du festival Ter A Terre de Mont-de-Marsan le 12 mars 2005 (avec la participation d'Angelo Moore des Fishbone au saxophone sur Martine) et la vidéo de la tournée au Québec en 2005.
Le groupe s'est séparé en 2007.
Par la suite, le guitariste et le batteur ont formé le groupe Inspector Cluzo, le chanteur (Cédric Iung) le projet Face 2 Face, leur ancien bassiste/clavier (Ousman) travaille sur ses  projets.

## Formation de base
- Stéphane dit "Xabi"     : 1er chanteur, saxophone alto.
- Cédric Iung             : chant. (Remplaçant de Stéphane)
- Sébastien Dauba         : basse.
- Sylvia Graciet          : Flûte traversière, trompette anglaise.
- Mathieu Jourdain        : batterie.
- Christophe Dauba        : Saxophone.
- Philippe dit "Heavy Phil" : Claviers, guitare, percussions, chant.
- Vincent Marrens         : Scratch, claviers, programming.
- Laurent Lacrout        : guitare, chant.

## Formation (à partir de l'albumCykofonk)
- Cédric Iung             : chant
- Laurent Lacrout         : guitare, chant
- Ousman N'dong           : basse/claviers
- Mathieu Jourdain        : batterie

Additionnel:
- Christophe Dauba        :  Saxophone/samples

## Discographie
1997 : Speed Funk, Label: HighGroove/MSI
1. Wolf
2. Mont de ...
3. Vampires
4. Funky Dance
5. Géraldine
6. N'oublie pas
7. En Retard
8. Salem
9. Scène de ménage
10. Karaté Kid

2001 : Fou ?, Label: Slalom
1. Wolfs 2 (intro)
2. Fous
3. Lola
4. Mystik
5. Balade à Panam
6. Purple Haze
7. La source
8. Bowling man
9. l'Intolérant
10. Funk'n'roll + Le fou du volant

2004 : Cykofonk (double album incluant Cykofonk et Bande de tarés live), Label: Ter à Terre
| CD1: Cykofonk | CD2: Bande de tarés live |
| 1. Bouge ton corps 2. Ta Mère 3. Stroy Destroy 4. Starsky loves Hutch 5. Le Bon, La Brute et le Vampire 6. Cykofonk 7. Martine 8. Say Yeah 9. Arnold & Willy 10. Bouge ton corps(radio edit) 11. Pitt loves Rick + Mont de ... | 1. Tarés 2. Fous ? 3. Canastagnetas 4. Introduction de ... 5. Lola 6. Lolateck 7. UFO 8. L'intolérant 9. Fonk'n Roll 10. Ballade à Paname 11. By night 12. Purple Haze 13. L big man now 14. Bowling Man 15. En l'air 16. Ca vous suffit? |

2006 : L'Album de la maturité (triple album incluant L'Album de la Maturité +Live@TerATerre Festival#3 +DVD tournée Québec 2005), Label: Ter à Terre
1. Définition
2. J’y vois comme Starsky, j’y vois qu’Hutch
3. Zizou revient (Copacabana Spirit)
4. Looking for Gabio (feat. Angelo Moore)
5. Star Ac’
6. Maturité1
7. Maturité2
8. Maturité3
9. De la merde (Nikos tu m’agas)
10. Les Métalleux sont des PD
11. New Day
12. Everybody Up
13. Dick of tiger
14. No Wahwash, no amphetamine solo marijuana i cocacola
15. Martine
16. Angelo dances with Martine (feat.Angelo Moore)

Live@TATfest#3
DVD tournée Québec